# Trinational de la Sangha
Vous lisez un « bon article » labellisé en 2020.
Pour les articles homonymes, voir Sangha.
Le Trinational de la Sangha (TNS) est un bien naturel du patrimoine mondial au Cameroun, en République du Congo et République centrafricaine, inscrit en 2012.
Ce site protège la portion la plus riche de l'écosystème de la forêt tropicale humide du bassin du Congo. Les clairières ou « Baï » permettent d'observer facilement la faune, comme les gorilles des plaines et les éléphants de forêt, nombreux dans la région. La rivière Sangha irrigue ce territoire et offre également une grande richesse d'écosystèmes aquatiques.
Il comprend trois parcs nationaux contigus couvrant une superficie totale de 746 309 hectares. Il s’agit du parc national de Lobéké au Cameroun, du parc national de Nouabalé-Ndoki en République du Congo et du parc national Dzanga-Ndoki en République centrafricaine. 
Une part importante du financement et un appui technique sont apportés par des partenaires internationaux.
Comme d'autres aires protégées du bassin du Congo, les parcs nationaux concernés ont été créés sans tenir compte des populations locales ou de leurs activités. De façon répétée depuis 2012, voire antérieurement, des demandes sont formulées pour aller vers plus de concertation et de prise en compte des populations locales, de la part des partenaires internationaux ou d'associations. Parallèlement, le site subit de fortes menaces, dues à l'extraction minière illégale et au braconnage.

## Toponymie
Le Trinational de la Sangha tient son nom de la rivière Sangha, un affluent du fleuve Congo, qui traverse son territoire, le qualificatif de « trinational » vient quant à lui du fait qu'il s'étende sur trois pays.

## Trois entités nationales
Le Trinational de la Sangha comporte trois aires protégées contiguës de catégorie II selon la typologie de l'UICN :
- le parc national Dzanga-Ndoki en République centrafricaine ;
- le parc national de Lobéké au Cameroun ;
- le parc national de Nouabalé-Ndoki en République du Congo.

Les trois aires protégées constituent la zone protégée principale du site, elles partagent les mêmes types de paysages et d'écosystèmes. La zone périphérique est exploitée pour des usages multiples : l'exploitation du bois tropical, la chasse sportive (safari) ou communautaire, les cultures commerciales ou vivrières. Le contexte socio-économique est proche dans les trois pays, en termes de peuplement et d'activités humaines. 

### Parc national de Dzanga-Ndoki et réserve spéciale de Dzanga-Sangha — République centrafricaine
Le parc national, créé en 1990, est constitué de deux zones individualisées : le secteur de Ndoki (au sud) s'étend sur 72 500 ha et le secteur de Dzanga-Sangha (au nord) sur 49 500 ha. Les deux secteurs sont reliés par une zone tampon appelée « réserve spéciale de forêt dense », vaste de 335 000 ha. L'ensemble est qualifié d'« aires protégées de la Dzanga-Sangha » (APDS en abrégé). 
La réserve spéciale est divisée en cinq zones avec chacune une vocation spécifique : safari-chasse ; chasse communautaire ; exploitation forestière, développement rural et zone d'élevage pour la viande de gibier.
Dans le cadre de la gestion conjointe du parc national de Dzanga-Sangha entre le gouvernement centrafricain et le World Wildlife Fund (WWF), ce dernier choisit le directeur du parc tandis que le ministère nomme son directeur adjoint, depuis 2019.

### Parc national de Lobéké — Cameroun
Le site de Lobéké est désigné « zone essentielle de protection » en 1995, puis classé « parc national » en 2001, il s'étend sur 217 854 ha. Le WWF participe à la gestion du parc national de Lobéké.

### Parc national de Nouabalé-Ndoki — République du Congo
Le parc national de Nouabalé-Ndoki a été créé par décret en 1993 sur 386 592 ha. Il a été complété en 2002 par un territoire repris sur une exploitation forestière (unité forestière d'aménagement) qui constitue aujourd'hui le « Triangle de Goualougo », sa superficie actuelle est de 406 455 ha. Le territoire du parc est constitué de deux ensembles géographiques distincts. Le parc est géré conjointement par le ministère des forêts congolais et par l'ONG Wildlife Conservation Society (WCS). Le parc national est entouré du côté congolais par trois « unités forestières d'aménagement » (UFA) qui ont été labellisées FSC, les UFA font partie de la zone tampon du site du patrimoine mondial.

Aires protégées de Dzanga-Sangha.

### Coopération internationale, patrimoine mondial et zones Ramsar
Un accord de coopération entre les ministres des trois pays a été signé en 2000 pour la création du Trinational, suivi en 2007 de la création de la « Fondation du Tri-national de la Sangha ».
La zone a été inscrite au patrimoine mondial de l'UNESCO en 2012, sur la base des critères IX et X, deux critères naturels relatifs aux écosystèmes.
Elle comprend également trois sites classés par la convention de Ramsar : « La partie Camerounaise du fleuve Sangha » de 6 200 ha classée en 2008, la « rivière Sangha située en République centrafricaine » pour 275 000 ha classés en 2009 et « Sangha-Nouabalé-Ndoki » au Congo avec 1 525 000 ha classés en 2009.

## Biodiversité

### Diversité des écosystèmes

#### Diversité animale

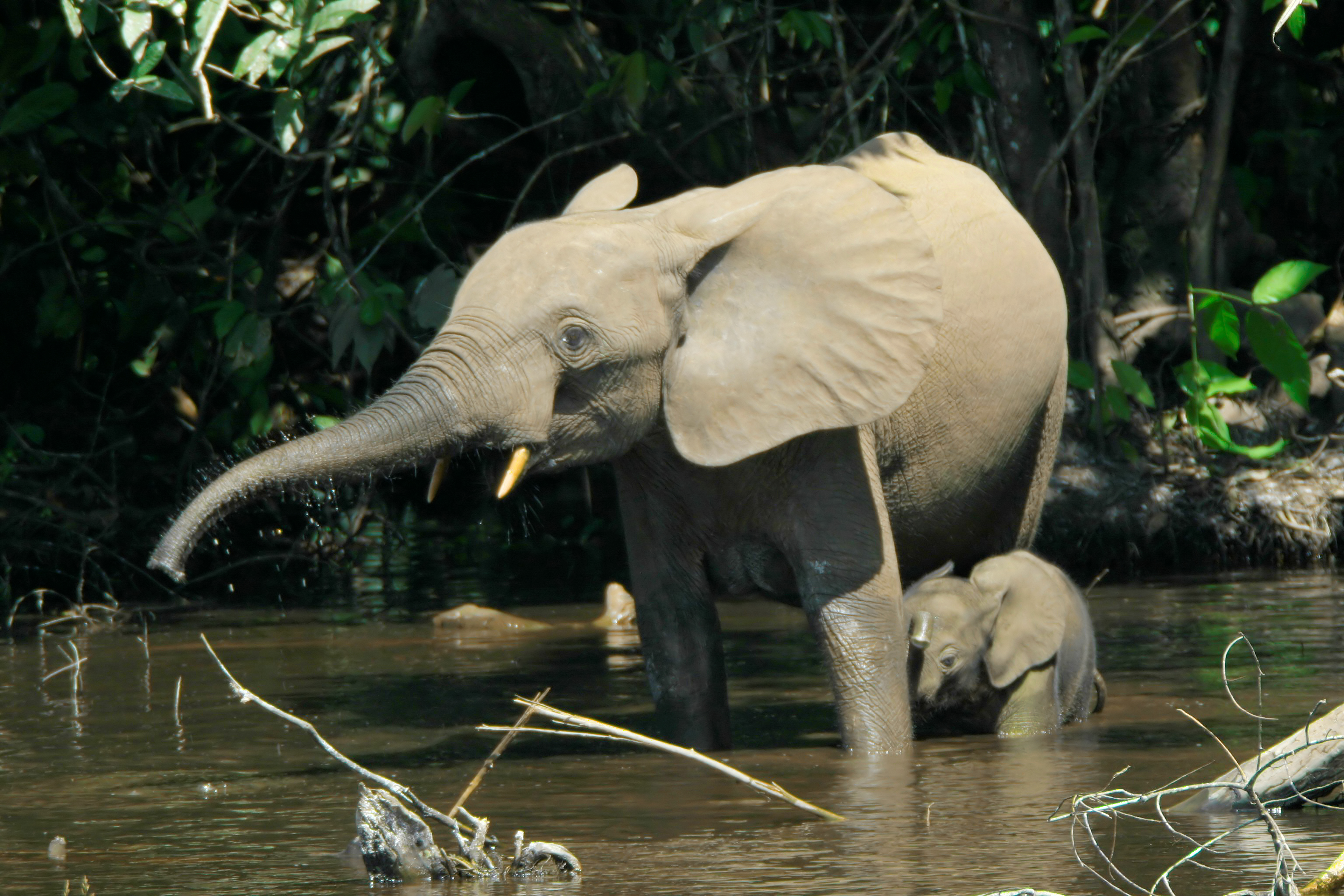
Éléphant de forêt d'Afrique, clairière de Mbeli-Bai - parc national de Nouabalé-Ndoki.

Le site internet de la réserve de Dzanga-Sangha liste 103 espèces de mammifères visibles dans le paysage de la Sangha, dont 16 espèces de singes, 13 espèces de carnivores, le groupe le plus représenté est celui des rongeurs avec 33 espèces, les chiroptères n'ont pas été recensés. Parmi les espèces emblématiques figurent l'éléphant de forêt, le Gorille des plaines, les Chimpanzés, les Colobes (localement appelés « Magistrats »), les bongos, de grandes antilopes, les buffles de forêt, les Potamochères et Hylochères (deux genres de sangliers africains), les petites antilopes du genre Céphalophe (six espèces), l'Oryctérope du Cap, deux espèces de Pangolins et pour finir par les carnivores, les loutres à joues blanches et les panthères.

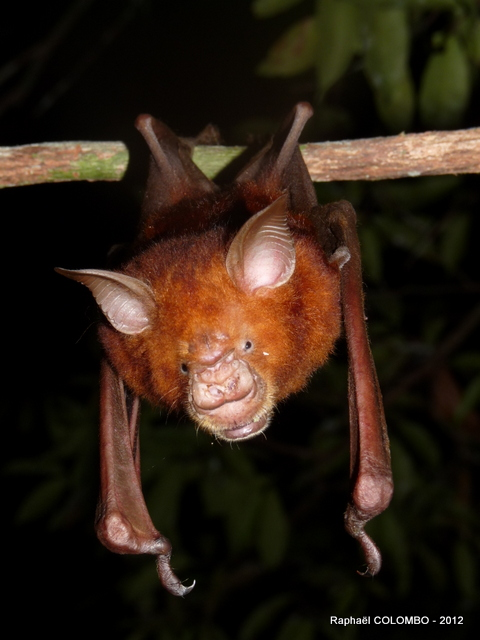
Hipposideros vittatus - parc de Ndoki.

Un premier recensement des chauves-souris, dans le parc de Dzanga-Ndoki, a identifié une trentaine d'espèces appartenant à six familles. Vingt nuits de capture, six nuits d'enregistrement audio et des recherches de gîtes diurnes ont été nécessaires pour inventorier plus de 200 individus.
Les oiseaux sont représentés par 379 espèces réparties en 66 familles, dont 109 espèces exclusivement en forêt, comme le rouge-gorge de la Sangha (Stiphrornis sanghensis). Est également présent le Picatharte du Cameroun, typique de la région. Le perroquet gris du Gabon (Psittacus erithacus) a été abondamment capturé illégalement dans la région pour être revendu vivant, comme d'autres espèces d'oiseaux.
Une étude herpétologique, menée dans et aux abords de l'aire protégée de Nouabalé-Ndoki, a permis d'identifier 20 espèces d'amphibiens et 14 espèces de reptiles.
Les insectes sont représentés par 316 espèces de papillons réparties dans au moins dix familles avec les deux plus grands papillons diurnes de la région : Druryaan timachus et D. zalmoxis. On peut également observer 101 espèces de coléoptères coprophages, 61 espèces d'odonates, 31 espèces de criquets, de très nombreux hyménoptères comme des fourmis (dont les redoutables Magnan), des abeilles mélipones et des guêpes, également des termites et bien d'autres familles encore.
71 espèces de Mantes (Mantodea) ont été répertoriées sur la base de 1 232 spécimens collectés entre 1984 et 2012. (Les auteurs de la publication indiquent que la taxonomie et la classification des espèces nécessite des révisions).
Une analyse génétique de 153 spécimens de lombrics, récoltés en 2012, a permis de délimiter 22 espèces moléculaires, toutes probablement nouvelles pour la science, aucune étude n'ayant été réalisée avant celle-ci.

#### Forêt

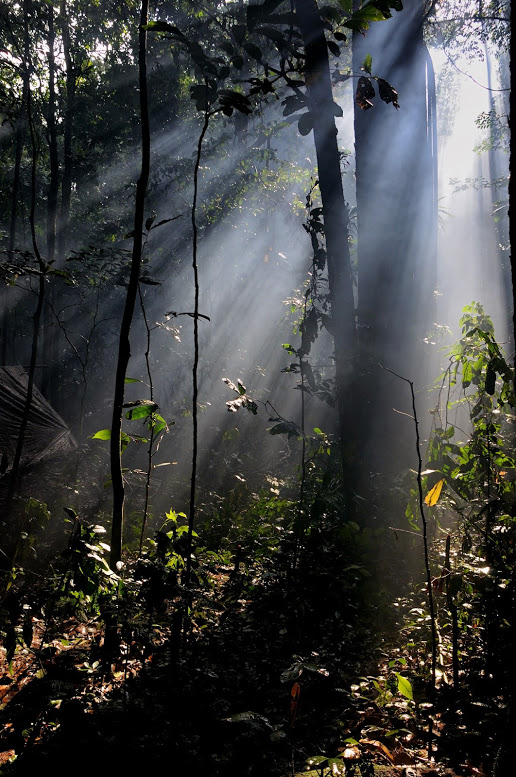
La forêt de la Dzanga-Sangha.

La forêt tropicale humide couvre la majeure partie de la surface du Trinational de la Sangha. Le site est situé dans la zone de transition entre la forêt sempervirente du Dja et la forêt semi-caducifoliée à Sterculiaceae et à Ulmaceae.
Il est possible de distinguer plusieurs types de milieux au sein de cette forêt, leur nomenclature peut varier selon les auteurs, la forêt reste semblable dans les trois pays concernés. Au moins quatre études concernant la flore ont été menées dans le territoire du Trinational : deux d'entre elles dans le PN de Lobéké, la première en 1999 (reprise dans le plan de gestion du parc) et la deuxième visant à mieux connaître l'utilisation des habitats par les gorilles ; deux études ont été menées dans l'objectif de dresser un état des lieux de la forêt et de comprendre l'impact des coupes sélectives qui ont eu lieu par le passé, en République centrafricaine et au Congo.
Selon l'étude la plus récente, le milieu dominant dans le parc de Lobéké est la forêt dense mixte pour 1 178 km2, soit 54 % de la surface. Vient ensuite la forêt à Marantacées, sur 381 km2 (17 % de la surface du PN Lobéké) et la forêt monospécifique à Gilbertiodendron dewevrei, présente en îlots sur 346 km2 (16 %) principalement à l'ouest du parc, le tout complété par des forêts marécageuses (177 km2, 7 %), des formations de raphia entre autres, et des forêts à lianes et à Rotang (111 km2, 5 %). La forêt à G. dewevrei constitue une large portion de la végétation dans le PN de Nouabalé-Ndoki. Elle est complétée par des parcelles de forêt sempervirente à Terminalia superba dans la partie centrafricaine du Trinational.
Concernant la composition spécifique, le plan d'aménagement du PN de Lobéké (2006-2010) mentionne 440 espèces « arborescentes et arbustives », et le recensement effectué en République centrafricaine indique 208 espèces d'arbres réparties en 48 familles et 151 genres, avec une moyenne de 99 espèces par hectare calculée sur cinq sites. Une moyenne de 77 espèces par hectare est relevée dans la partie congolaise du Trinational de la Sangha. Les Annonaceae sont dominantes en nombre d'espèces, au Congo, suivies des Euphorbiaceae, Meliaceae et Cesaplinaceae. Les Annonaceae et les Ebenaceae seraient les familles dominantes quant à la biomasse, et quant au nombre d'espèces les Euphorbiaceae, Rubiacea, Fabaceae et Annonaceae, en RCA.
La diversité végétale mais aussi animale est la plus importante recensée dans le bassin du Congo à la date de rédaction du rapport sur le PN de Dzanga-Sangha. Les grands mammifères, l'éléphant en particulier, ont façonné la forêt, en y taillant des pistes, mais ils marquent aussi la composition végétale par leur capacité de disperseurs de graines, comme les oiseaux, les fourmis et même les poissons.

#### Clairières
138 clairières sont connues sur l'ensemble du territoire en 2010, elles forment un réseau exceptionnellement diversifié, en termes de taille et de conditions hydro-pédologique. Ceci combiné aux mécanismes variés de dispersion des graines a contribué à une grande variété d'habitats et d'assemblages d'espèces. Ces clairières marécageuses sont appelées « Baï » par les populations locales en référence à leur nom Baka et Aka.
Les clairières sont des milieux très utilisés par la faune forestière, la consommation de terre (géophagie) leur offre un apport en oligoéléments et en argile que les animaux ne peuvent pas trouver ailleurs.
Au nord de la réserve spéciale de la Dzanga-Sangha (République centrafricaine) des savanes herbeuses soudaniennes marquent la limite de la forêt. On y trouve des espèces végétales comme Annona senegalensis et Hymenocardia acida.

#### Écosystème aquatique
Le Trinational est traversé par un réseau hydrographique dense dont l'axe central est la rivière Sangha, un affluent du Congo, lequel représente le deuxième bassin versant du monde par sa taille et par sa richesse en biodiversité. La Sangha est une rivière au cours changeant, avec des fluctuations saisonnières, les écosystèmes sont en conséquence très diversifiés tout au long de son parcours et dans ses affluents.
La présence de crocodiles du Nil, de faux-gavials d'Afrique et de crocodiles nains est remarquée sur ce site. La diversité des poissons est assez mal connue, malgré son importance capitale pour les populations humaines locales. Dans la portion camerounaise du bassin de la , plus de 200 espèces ont été identifiées. Au total le TNS pourrait comptabiliser environ 300 espèces de poissons. On peut y observer des poissons de la famille des Alestiidae, en particulier le poisson tigre goliath, des poissons-chats électriques, Aplocheilidae, Cichlidae dont le genre Tilapia très consommé dans le monde entier, Claroteidae notamment le genre Auchenoglanis, Cyprinidae (Carpes) avec les genres Labeo ou Barbus, Mochokidae avec le genre Synodontis, Schilbeidae (en).
On peut également observer des hippopotames sur les berges de la rivière.

### Espèces emblématiques

#### Éléphants

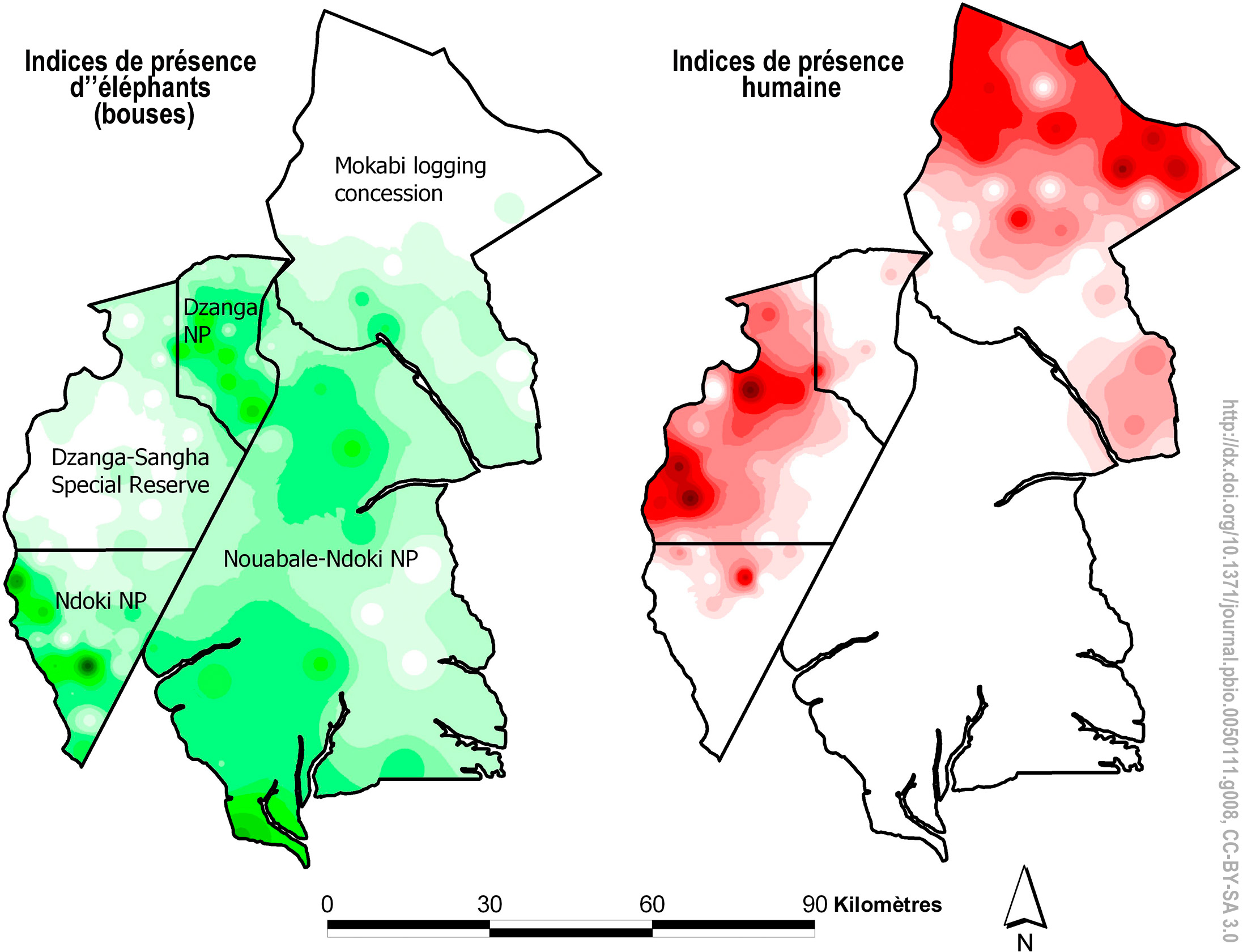
Site d'étude scientifique Ndoki-Dzanga MIKE (bassin du Congo) :
À gauche (et en vert) : Indices de présence d'éléphant de forêt. À droite (et en rouge) : indices de présence humaine sur le même territoire.

L'éléphant de forêt d'Afrique (Loxodonta cyclotis) est un mammifère de la famille des Éléphantidés, typiquement forestier et plus petit que son cousin des savanes. Braconnée pour l'ivoire de ses défenses, l'espèce est considérée comme « en danger » par l'UICN.
Le suivi sur vingt ans de la population d'éléphants de forêt dans la clairière de Dzanga Baï (RCA) a permis de calculer un taux annuel d'accroissement de 2,5 %, sur la base de 1 564 individus identifiés en 2018.
La présence d'éléphants augmente avec la distance aux routes, et inversement proportionnellement aux indices de présence humaine. Cette présence est significativement moindre dans les aires protégées.

#### Gorilles
Le gorille des plaines de l'ouest est une espèce en danger critique d'extinction, dont la présence est attestée dans une partie du Trinational de la Sangha.

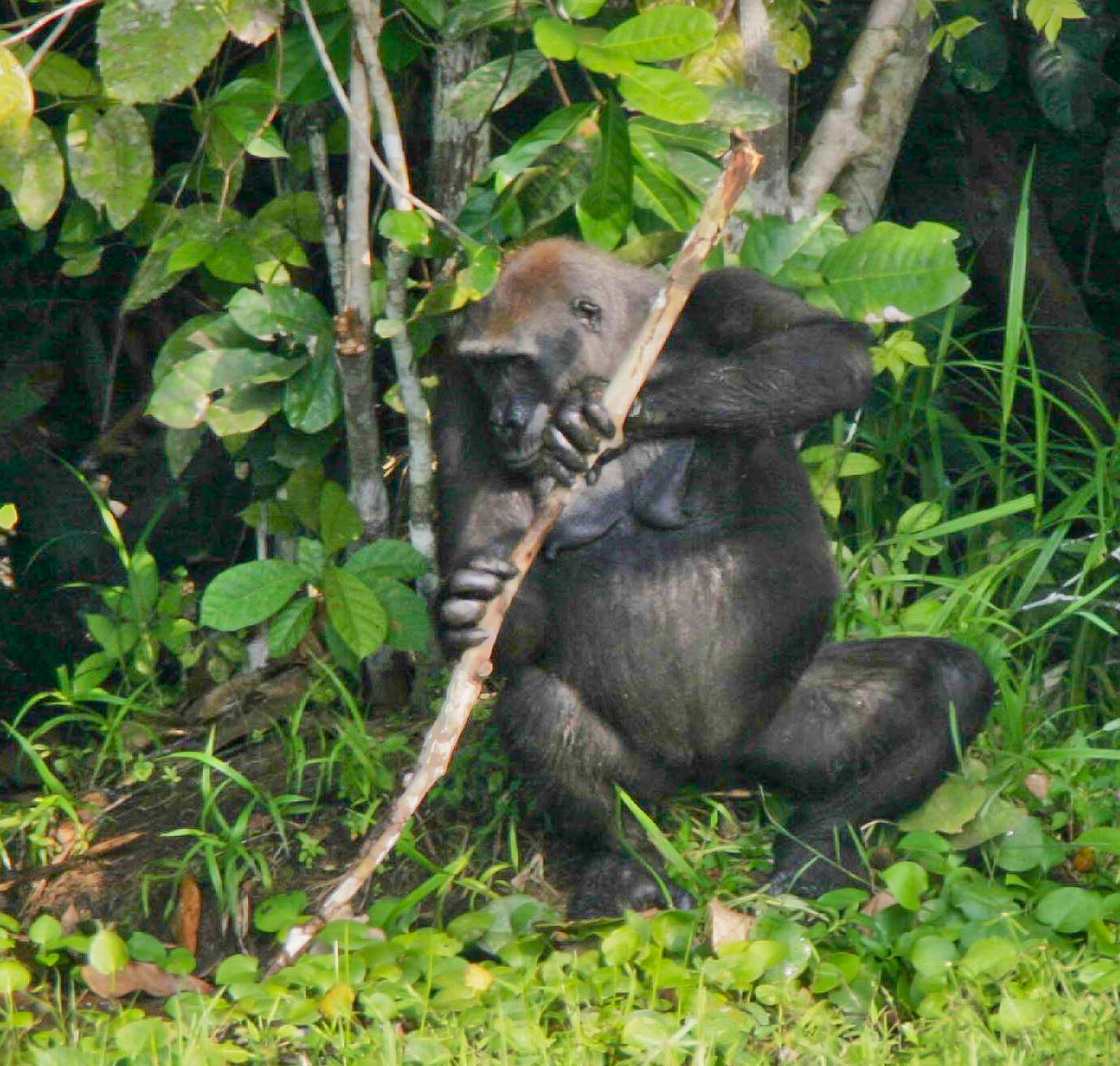
Une femelle gorille dans le parc de Nouabalé-Ndoki.

La présence et l'abondance en gorilles ont été mesurées dans le PN de Lobéké à la fois par des méthodes directes (comptage visuel dans les clairières et repérage olfactif) et indirectes (présence de nids ou d'excréments). Il ressort de cette étude que ces grands singes utilisent plutôt les forêts à Marantacées, à la canopée ouverte et au sous-bois dense, pour installer leurs nids (49 % des nids) ; elles sont suivies dans l'ordre de préférence par les forêts denses (34 % des nids). Haumania danckelmaniana, une marantacée, est utilisée dans la construction de 87 % des nids. L'eau ne représente pas un facteur d'augmentation de la présence du gorille du fait de son omniprésence dans le parc. Les cris ont été entendus principalement en forêt mais les habitats ouverts sont aussi utilisés pour la recherche de nourriture.

#### Essences d'arbres recherchées en exploitation forestière
La forêt du trinational abrite une forte densité d'essences à haute valeur en exploitation forestière, la plus noble est l'ébène (arbres du genre Diospyros), des acajous, le Sapelli, le sipo et le Moabi des bois rouges, ainsi que l'Ayous.

## Aménagement et gestion

### Moyens dédiés à l'aménagement
« Aménagement » est utilisé, en Afrique centrale, comme le terme « gestion » l'est en France dans le domaine de la conservation de la nature.

#### Moyens humains
En mai 2012, environ 300 personnes travaillaient, à un niveau ou un autre, pour la gestion du TNS.
En République centrafricaine, l'effort de patrouille a considérablement augmenté entre 2001 et 2014, passant de 2000 à 14 000 hommes.jours/an. Les patrouilles se font à la fois dans la forêt et sur le fleuve, elles sont renforcées par des contrôles sur les principales voies d'accès aux parcs nationaux. Il est intéressant de noter que le conseil de sécurité de l'ONU a choisi d'exclure les aires protégées de la Dzanga-Sangha de la zone d'embargo mis en place lors du conflit interethnique de 2013-2014, dans le pays. C'est la première fois qu'une telle résolution prend en compte la spécificité d'une aire protégée.
En république du Congo, en 2018-2019, entre 15 et 45 patrouilles ont été effectuées par mois selon les rapports transmis à l'Union européenne, un des financeurs du parc national de Nouabale-Ndoki. Leur nombre est en augmentation régulière. Les moyens de locomotions utilisés sont variés, la marche, la bicyclette, les engins à moteurs, le bateau et même l'avion.
La lutte contre le braconnage est une activité hautement risquée car les braconniers peuvent être organisés en bandes criminelles et lourdement armés. En 2011, un éco-garde du parc national de Lobéké a été torturé puis assassiné, pendant une patrouille. Au Congo deux agents ont été blessés par balles lors d'une attaque de criminels en limite de parc national en mai 2019.

#### Financement
Les trois États concernés assurent chacun une partie du budget du trinational de la Sangha, notamment en payant les écogardes et le personnel administratif de leurs parcs nationaux.
Cependant la majeure partie des financements vient de partenaires internationaux, parmi lesquels on peut citer l'Agence française de développement (AFD) et la fondation allemande « Regenwald Stiftung », le principal étant la coopération allemande (KfW). Le WWF et la Wildlife Conservation Society assurent en sus la formation technique du personnel.
Un fonds fiduciaire de droit britannique, la « fondation pour le trinational de la Sangha », a été créé en 2007, pour recevoir ces financements. Il détenait un capital de 23,5 millions d'euros en 2013, en 2018 de 50 millions dont 45,5 de la KfW, 4 millions de la Regenwald Stiftung et 3 millions de l'AFD. En 2020, ce capital s'élève à 62 millions d'euros, il est réinvesti sur les marchés financiers internationaux.

### Écotourisme
L'écotourisme est très peu développé dans le parc national de Lobéké, en raison de son éloignement des centres urbains et de l'état des routes, qui sont des pistes de latérite uniquement, et des infrastructures en général. 96 touristes s'y sont rendus en 2016. De plus, il faut payer un droit d'entrée pour visiter le parc, les partenaires peuvent en être exemptés. Vient s'y ajouter une politique nationale des visas touristiques contraignante.
Le complexe d'aires protégées de la Dzangha-Sangha a accueilli 95 touristes en 2015, et plus de 110 en 2016, les revenus générés servent à 50 % à l'entretien des infrastructures touristiques et aux salaires des employés. Pendant la guerre civile de 2013-2014, aucun touriste n'avait visité la Centrafrique.
Les activités proposées sont l'observation de la faune et de la culture Aka.
Le parc national de Dzanga-Sangha mène un programme d'habituation des gorilles à la présence humaine, et organise l'écotourisme de façon que les visiteurs puissent photographier les gorilles. Une limite de sept mètres est théoriquement imposée entre les touristes et les gorilles, mais elle parait peu respectée.
Le parc national de Nouabalé-Ndoki a accueilli 1 783 touristes entre 2002 et 2014, avec un chiffre globalement en progression d'année en année.

## Contexte socio-économique

### Population

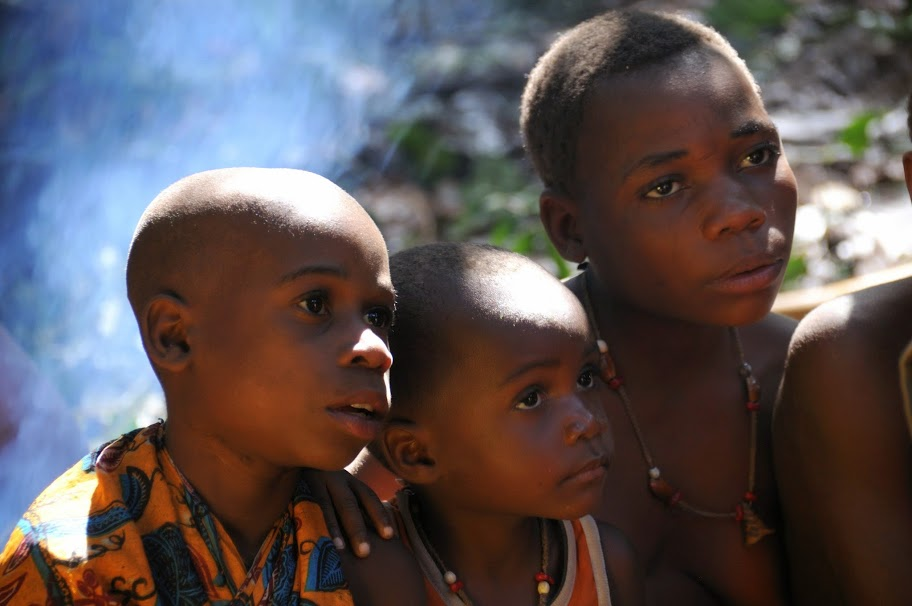
Des enfants de l'ethnie Bayaka dans la forêt des aires protégées de la Dzanga-Sangha.

La population totale présente dans le paysage du Trinational de la Sangha est estimée à environ 25 000 habitants, soit une densité de 0,7 habitant/km², ce qui est extrêmement faible. La population est cependant ponctuellement assez dense car concentrée le long des axes routiers, dans les bases-vie des exploitations de bois et dans quelques villages le long de la rivière Sangha. Les principaux pôles de population sont Bayanga, en République centrafricaine, avec 3 600 habitants vers 2009 et surtout (la base-vie de) Pokola dans l'UFA de Mokabi au Congo, avec 13 417 habitants. Les aires protégées de la Dzanga-Sangha (RCA) comptaient 6 500 habitants en 2005, répartis dans 25 villages. Le dernier recensement de population compte 8500 personnes dans la zone des APDS.
Les groupes culturels principaux de la région sont les bantous (Bangando et Bakwele au Cameroun, Bilos en Centrafrique) et les pygmées (Baka au Cameroun et Aka en RCA). 30 % des ménages sont d'ethnies Gbaya en Centrafrique, 23 % sont des Aka et 13 % des Sangha-sangha, déjà installés comme pêcheurs avant la création de la réserve.

### Activités humaines
Les populations des zones limitrophes de l'aire protégée vivent essentiellement des activités agricoles. Parmi les cultures principales, on peut nommer les bananes et le cacao. Les habitants dépendent massivement des ressources de la forêt pour leur vie quotidienne : une enquête menée autour du Parc de Lobéké, en 2012, a calculé que 44 % du revenu des ménages provenait de l'exploitation de la forêt. Par exemple, l'arbre Irvingia gabonensis produit des amandes qui constituent une part non négligeable de l'alimentation et des revenus des villageois. D'autres ressources telles que les chenilles du papillon Bunaeopsis aurantiaca (« Milanga »), servent d'aliments en période de creux entre deux cultures. Le Fraké (Terminalia superba) sert à la fabrication d'outils et son écorce a la propriété de faciliter la lactation des femmes, d'après le savoir local. 
Le long de la Sangha, les riverains pratiquent la pêche comme activité principale ou secondaire (notamment en république du Congo…).
Les parcs nationaux du Cameroun et du Congo sont entourés par des concessions forestières, qui dans le cas du Cameroun sont également des zones de chasse communautaire ou de safari en attendant leur exploitation.

### Impact négatif et menace

#### Exploitation du bois dans le passé
Environ 30 % du territoire a été exploité pour l'extraction de bois précieux au cours du dernier siècle, ceci concerne entre autres une partie du PN de Lobéké, mais aucune partie de Nouabalé-Ndoki. La régénération parait avoir été bonne après la coupe sélective, la richesse spécifique étant même plus grande dans ces zones. Cependant, la principale conséquence négative de l'exploitation forestière dans la région est l'ouverture de voies d'accès dans des zones reculées. Les braconniers utilisent ensuite ces voies.

#### Braconnage
L'UICN considère que le braconnage pour l'ivoire, les trophées de chasse ou la vente de viande de brousse sont les principales menaces du Trinational. À l'inverse, une place pourrait être trouvée pour une chasse et une cueillette à une échelle traditionnelle pour la subsistance des communautés locales.

#### Extraction minière
En 2009, une enquête de terrain a été menée sur 17 sites miniers artisanaux, de petite échelle, localisés à moins de 50 km ou dans le Trinational de la Sangha. Deux types de mines existent : les mines ouvertes en forme de fosse peu profondes et les barrages sur la Sangha où les mineurs fouillent les sédiments à l'air libre. Les produits extraits sont l'or et le diamant au Cameroun et uniquement le diamant en Centrafrique. Les mineurs sont très majoritairement des hommes (13 % de femmes et uniquement au Cameroun), avec un niveau d'éducation très faible, 70 % des mineurs ont arrêté leurs études avant la fin du cycle primaire. Ils vivent en permanence dans des villages situés à proximité immédiate des sites d'extraction et leur revenus viennent essentiellement de la mine. À l'époque de l'étude, les mineurs étaient 242 au Cameroun et 517 en République centrafricaine.
Les fosses d'extraction ne sont jamais rebouchées après les opérations, elles créent des pièges pour la faune, si elles sont remplies d'eau elles favorisent la multiplication des moustiques et par ce vecteur de nombreuses maladies comme le paludisme ou la fièvre jaune. 
L'usage incontrôlé de mercure pour amalgamer l'or provoque également de la pollution, d'autant plus que la majorité des sites sont proches de cours d'eau. Les mineurs artisanaux continuent d'utiliser largement le mercure bien que son usage soit en diminution dans le secteur minier plus formel. La construction de barrages entraîne l'assèchement des zones humides en aval et la noyade de l'amont

#### Prospection pétrolière dans le Nouabalé-Ndoki
En 2019, le gouvernement de la république du Congo, via son ministère des Hydrocarbures, a autorisé la prospection pétrolière aux alentours et même dans le parc national de Nouabalé-Ndoki. Les droits d'exploration auraient été acquis par l'entreprise Total.

### Relation avec les populations locales
La création des parcs de Lobéké et Nouabalé-Ndoki, et Dzangha-Ndoki dans une moindre mesure, a entrainé involontairement des déplacements de population, entre autres de population de Pygmées. Ces derniers, du fait de leur tradition de semi-nomadisme, utilisent ou utilisaient de vastes espaces de forêt, pour lesquels ils ne possèdent pas de titres de propriété ; la restriction d'accès aux ressources, à la suite de la création des parcs les a appauvris. La situation est également compliquée pour les agriculteurs qui doivent trouver de nouvelles terres. Or aucun plan de relocalisation n'a été mis en place pour pallier ce problème. La réalité des déplacements de population est vivement contestée par le WWF et le WCS et l'étude qui a calculé l'impact social de ces parcs est très critiquée.
Une autre étude, menée en 2010, montre que les populations locales sont pauvres et globalement très dépendantes des ressources de la forêt, à savoir la chasse et la cueillette illégale, autour et dans le complexe d'aires protégées de Dzanga-Ndoki. Cette même étude évalue que plus de 60 % des Pygmées Aka sont insatisfaits de la présence de l'aire protégée. Le point positif est que la population est jeune : les jeunes sont plus éduqués et ont des travaux différents qui les rendent moins dépendants de la forêt et plus positifs envers sa conservation. Ces résultats sont en accord avec l'étude menée au Cameroun. L'UICN notait dans son rapport pour la candidature au Patrimoine mondial que la création des parcs avait privé de terres les populations locales et que l'amélioration des moyens d'existence des populations locales devait être une question prioritaire pour la gestion du Trinational.
Le parc de Lobéké était le seul à avoir prévu une zone de chasse communautaire dans ses limites, en 2012, pour autant il n'est pas exempté des accusations de violence envers les populations locales, particulièrement les Baka, par ses éco-gardes. Ainsi, en 2016, l'ONG Survival International a déposé une plainte contre le WWF qui gère plusieurs parcs au Cameroun, les accusations sont réunies dans un document intitulé « How will we survive? ».
En effet, un ouvrage de la banque d'investissement pour le développement allemande, publié en 2019, démontre que les outils de participation prévus par les plans d'aménagement de Lobéké ne sont, en grande partie, pas mis en place ou n'intègrent pas suffisamment les besoins des populations locales.
Une nouvelle étude dans le parc de Nouabalé-Ndoki, publiée en 2017, suggère que l'attitude envers la conservation de la nature, et en particulier des éléphants, est généralement bonne dans cette région du Congo. L'opinion est particulièrement favorable à Bomassa où la population a directement bénéficié des nouveaux emplois créés par le parc. Les ouvriers des entreprises forestières paraissent moins percevoir de bénéfice à la protection de la nature. Pour autant, des efforts restent à faire, selon les ONG de défense des droits de l'Homme, en particulier pour assurer le développement durable de la région et la concertation avec les populations locales.
Dans la réserve spéciale de Dzanga-Sangha, les activités humaines sont permises, selon un zonage établi. Notamment une « zone de chasse communautaire » est délimitée entre les deux parcs nationaux. L'éducation et la santé font partie du plan d'aménagement et de gestion des Aires protégées de la Dzanga-Sangha (volet développement durable) qui court de 2016 à 2020 et plusieurs projets ont été effectivement mis en place comme la création d'un centre des droits de l'Homme, d'une association de diffusion culturelle pygmée et trois programmes dans le domaine de la santé : création d'unités médicales mobiles, participation à la construction de nouveaux centres de soin et invitation de spécialistes internationaux sur place pour renforcer les capacités locales.